# Prima o poi (Alfa e ¥EM)
Prima o poi è un singolo dei cantanti italiani Alfa e ¥EM, pubblicato il 26 aprile 2018 con doppia etichetta Artist First e Wanderlust Society.

## Descrizione
Il brano, scritto dallo stesso Alfa, è prodotto da Yanomi.

## Brano musicale
Il brano musicale è stato pubblicato in concomitanza all'uscita del brano attraverso il canale YouTube di Alfa.

## Tracce
Testi e musiche di Andrea De Filippi.
1. Prima o poi – 3:42